# Opération Power Flite

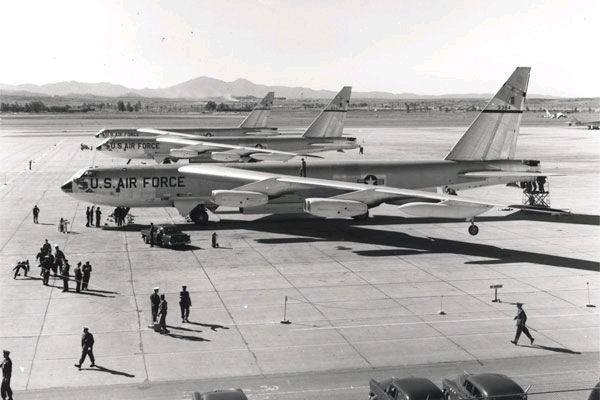
Les trois B-52 après leur record.

L'opération Power Flite est une mission de l'United States Air Force, réalisée du 16 au 18 janvier 1957, au cours de laquelle trois Boeing B-52 Stratofortress sont devenus les premiers avions à réaction à effectuer un tour du monde sans escale. Celui-ci a été réalisé en 45 heures et 19 minutes, les bombardiers étant ravitaillés en vol à plusieurs reprises. Cette mission était destinée à montrer que les États-Unis disposaient de la capacité de larguer des bombes à hydrogène partout dans le monde. Pour l'opération, 78 ravitailleurs KC-97 Stratofreighter ont été nécessaires.

## Tour du monde

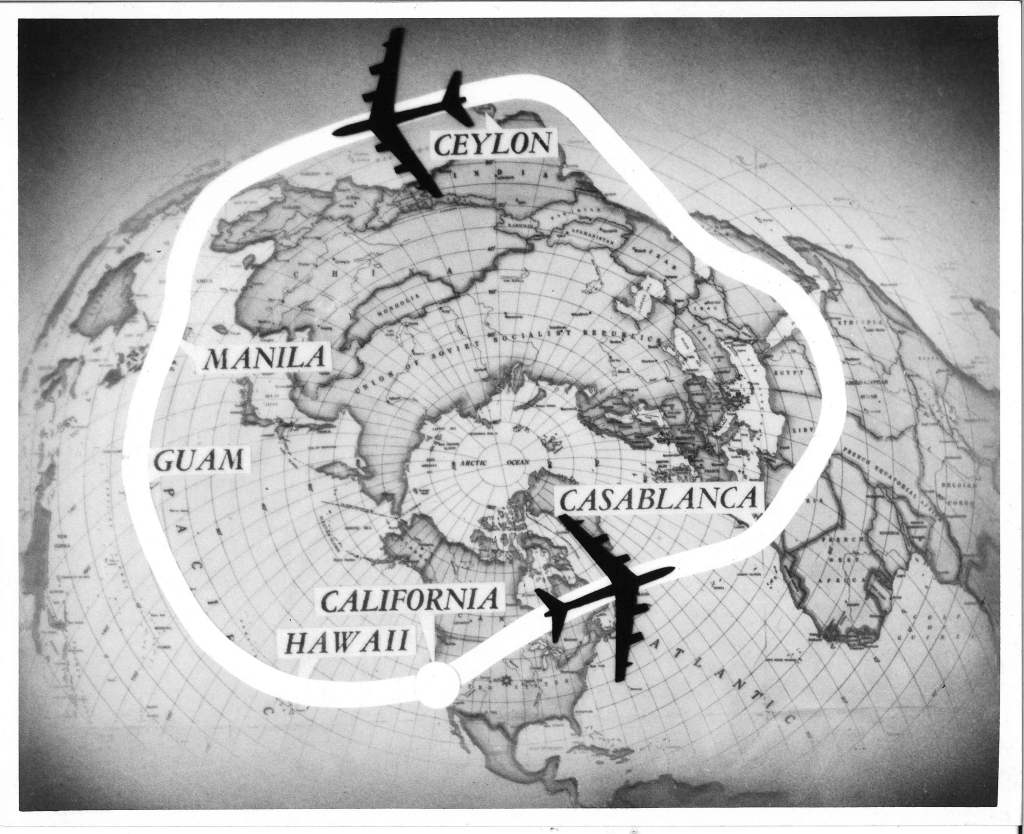
Trajet des 3 bombardiers.